# گجسته دژ
«گجسته دژ» داستان کوتاهی از نویسندهٔ ایرانی، صادق هدایت است که بار نخست، در ۱۳۱۱ خورشیدی، همراه با ده داستان کوتاه دیگر، در مجموعه‌داستان سه قطره خون در تهران منتشر شد.

## پیرنگ
خورشید پس از هشت سال از فرار شوهرش، به غش و صرع مبتلا است. روشنک دختر او است که با شنا در رودخانه تفریح می‌کند. هرچند که مردم روستا به او تهمت می‌زنند.
خشتون هشت سال خود را در سیاه‌چالی در جستجوی اکسیر اعظم (طلا) حبس کرده‌است. او استاد خود را کشته است و برای کامل کردن اکسیر طلا به سه قطره خون از آخرین قطره‌های خون دختری باکره نیاز دارد. او برای این کار دختری را که هر روز در رودخانهٔ روبروی دخمه‌اش شنا می‌کند برمی‌گزیند و مادرش را راضی می‌کند تا دختر را در دخمه به او سپارد. خشتون پس از بستن دست‌ها و پاهای دختر و بریدن گلویش ماه‌گرفتگی روی پیشاپیش را می‌بیند و متوجه می‌شود که روشنک دختر خودش است.

## نقدها
به‌گفتهٔ شاپور جورکش، خشتون مانند گرگی در لباس میش نه تنها روشنک، بلکه خواننده را نیز اغوا می‌کند و هدایت با ارائهٔ تک‌گویی او به خواننده فرصت می‌دهد تا به نیت واقعی او پی ببرد: «فردا شب سه قطره خون به نطفهٔ طلا روح می‌دمد. استادانم همه خون جگر خوردند و به مقصود نرسیدند. آخری به دست خودم کشته شد فردا… از زیرزمین بیرون می‌آیم و همهٔ خوشی‌های روی زمین از آن من خواهد بود. همهٔ این مردمی که از من بیزارند به خاک پایم می‌افتند. پول… پول… کیف، زن، زمین و آسمان و خداها همه زیر نگینم خواهند آمد. فرداشب با سه چکه خون آن دختر… آری چرا به دست من کشته نشود. البته بهتر است از اینکه قربانی شهوترانی این مردم بشود که به موشکافی روح او پی نمی‌برند. ولی جسم او که روح ندارد در اختیار من می‌ماند. مال من است.»